# Northrop A-17
Northrop A-17 là một loại máy bay cường kích của Hoa Kỳ được phát triển từ loại Northrop Gamma 2F. Nó được hãng Northrop Corporation chế tạo vào năm 1935 cho Quân đoàn Không quân Lục quân Hoa Kỳ (USAAC).

## Biến thể

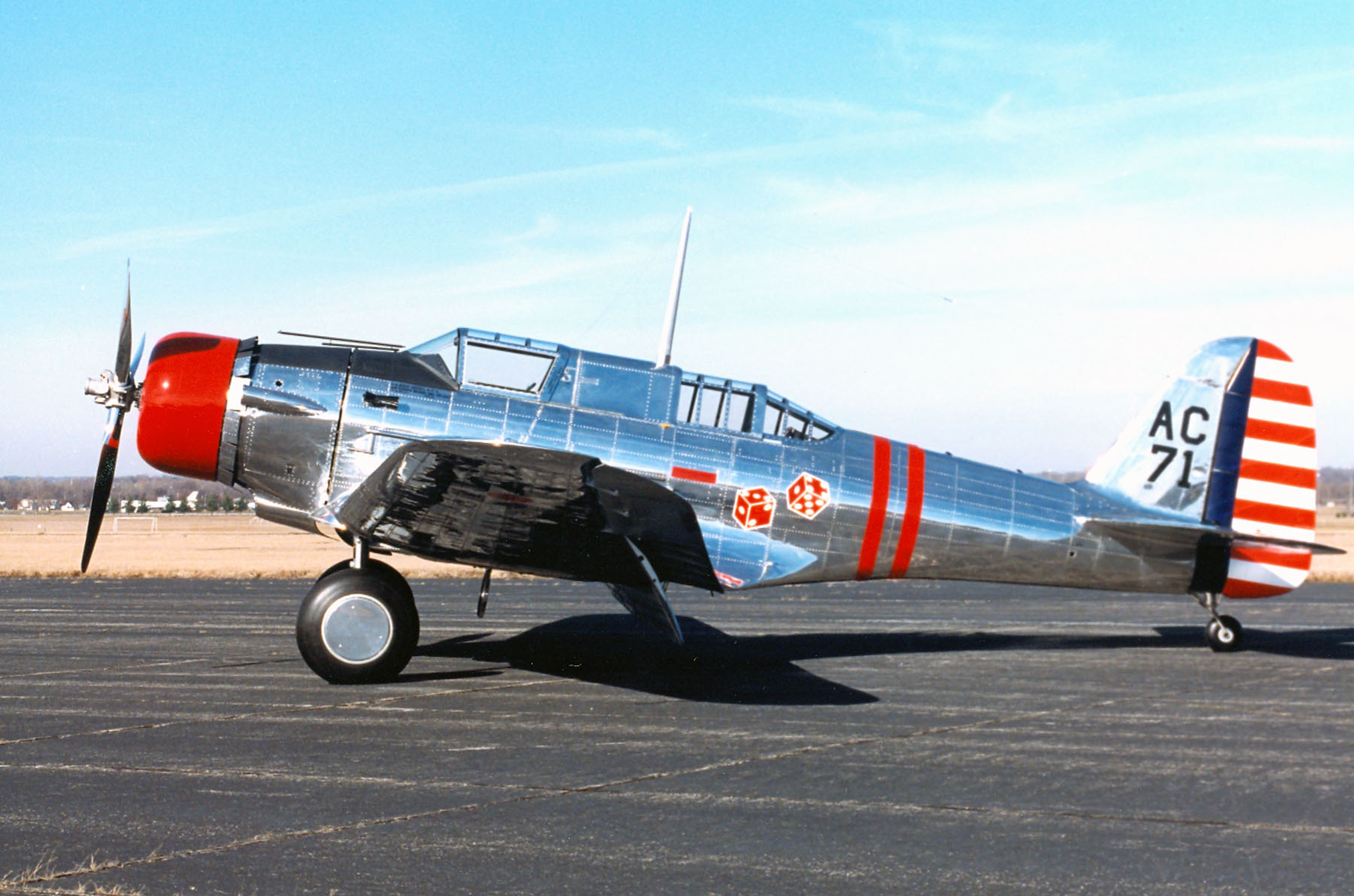
A-17A 36-0207

A-17
Phiên bản sản xuất đầu tiên cho USAAC. Sửa lại càng đáp, lắp động cơ 750 hp (560 kW) Pratt & Whitney R-1535-11 Twin Wasp Jr; 110 chiếc.
A-17A
Phiên bản sửa đổi cho USAAC với càng đáp thu vào được và dùng động cơ 825 hp (615 kW) R-1535-13; 129 chiếc.
A-17AS
Phiên bản chở khách 3 chỗ cho USAAC. Dùng động cơ Pratt & Whitney R-1340 Wasp; 2 chiếc.
Model 8A-1
Phiên bản xuất khẩu cho Thụy Điển.
Model 8A-2
Phiên bản cho Argentina.
Model 8A-3N
Phiên bản A-17A cho Hà Lan.
Model 8A-3P
Phiên bản A-17A cho Peru.
Model 8A-4
Phiên bản cho Iraq.
Model 8A-5N
Phiên bản cho Na Uy.

## Quốc gia sử dụng
Argentina
 Canada
- Không quân Hoàng gia Canada[4]

 Pháp
- Không quân Pháp

 Iraq
 Hà Lan
 Na Uy
 Perú
 South Africa
- Không quân Nam Phi

 Thụy Điển
- Không quân Thụy Điển

 Anh Quốc
- Không quân Hoàng gia

 United States

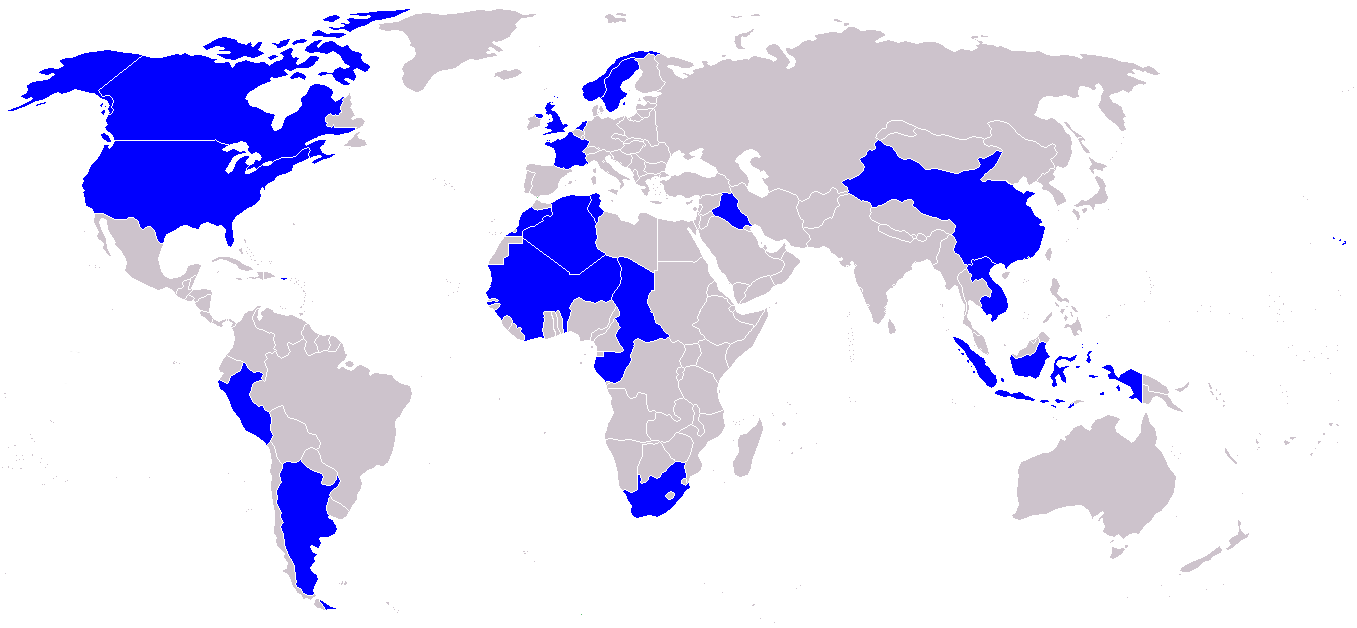
Quốc gia sử dụng A-17

- Quân đoàn Không quân Lục quân Hoa Kỳ

 Campuchia
- Không quân Hoàng gia Campuchia

 Lào
- Không quân Quân Giải phóng Nhân dân Lào

 Việt Nam
- Không quân Nhân dân Việt Nam

## Tính năng kỹ chiến thuật (A-17)
Dữ liệu lấy từ McDonnell Douglas Aircraft since 1920
Đặc điểm tổng quát
- Kíp lái: 2
- Chiều dài: 31 ft 8⅝ in (9,67 m)
- Sải cánh: 47 ft 8½ in (14,54 m)
- Chiều cao: 11 ft 10½ in (3,62 m)
- Diện tích cánh: 363 sq ft (33,7m²)
- Trọng lượng rỗng: 4.874 lb (2.211 kg)
- Trọng lượng có tải: 7.337 lb (3.328 kg)
- Động cơ: 1 × Pratt & Whitney R-1535-11 Twin Wasp Jr, 750 hp (560 kW)

 Hiệu suất bay 
- Vận tốc cực đại: 206 mph (179 knot, 332 km/h)
- Vận tốc hành trình: 170 mph (149 knot, 274 km/h)
- Tầm bay: 650 mi (565 hải lý, 1.046 km)
- Trần bay: 19.400 ft (5.915 m)
- Vận tốc lên cao: 1.350 ft/phút (6,9 m/s)

Trang bị vũ khí

- 4 × súng máy M1919 Browning 0.3 in (7,62 mm) ở trước
- 1 × súng máy 0.3 in (7.62 mm) ở sau
- Bom